# Parafia Najświętszej Maryi Panny Matki Miłosierdzia we Wrocławiu
Parafia Najświętszej Maryi Panny Matki Miłosierdzia we Wrocławiu – znajduje się w dekanacie Wrocław Katedra w archidiecezji wrocławskiej. Jej proboszczem jest ks. dr Jan Adamarczuk. Obsługiwana przez kapłanów archidiecezjalnych. Erygowana w 1990. Mieści się przy alei A. Brücknera.

## Obszar parafii
Parafia obejmuje ulice: Bażańcia, Bociania, Boya-Żeleńskiego (nr. 68-74, 69-71), Brücknera, Bydgoska, Czajcza, Czajkowskiego (nr. 1-15), Długosza, Działdowska (nr. 25-34), Ełcka, Galla Anonima, Gęsia, Giżycka, Gołębia, Grajewska, Grudziądzka, Jaskółcza, Kanonierska, Kętrzyńska, Kościerzyńska, Kowalska (nr. 1-67), Kromera, Krzywoustego (nr. 1-111), Kukułcza, Kuropatwia, Kwidzyńska, Łąka Mazurska, Mewia, Miechowity, Mokra, Olsztyńska, Poprzeczna (nr. 33-37, 50-68a), Rakowa, Sikorcza, Szczygla, Szpacza, Toruńska, Wilgotna, Wilgowa, Wronia.